# وزارة طاهر يحيى الثانية

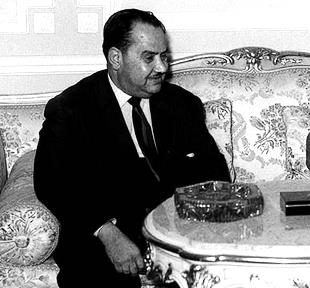
طاهر يحيى، بتاريخ 24 تموز 1965

في 18 حزيران 1964، بدأت وزارة طاهر يحيى الثانية.
وزارات طاهر يحيى الأولى والثانية والثالثة هي الفترة التي استمر فيها طاهر يحيى في منصب رئاسة الوزارة للفترة من 18 تشرين الثاني 1963 إلى 3 أيلول 1965، أما وزارة طاهر يحيى الرابعة تشكلت لاحقا عام 1967 إلى 1968.

## التشكيلة الوزارية
أجرى طاهر يحيى 5 تعديلات وزارية على الوزارة السابقة.
- رئيس الوزراء: طاهر يحيى ووزير الدفاع وكالة
- وزير الداخلية: رشيد مصلح
- وزير الثقافة والإرشاد: عبد الكريم فرحان
- وزير الخارجية: صبحي عبد الحميد
- وزير المواصلات: محسن حسين الحبيب، بدلا من عبد الستار عبد اللطيف الذي أقيل في 14 كانون الأول 1963.
- وزير الصحة: شامل السامرائي
- وزير العدل: كامل الخطيب
- وزير الشؤون البلدية والقروية: إسماعيل مصطفى، بدلا من محمود شيت خطاب
- وزير الزراعة: عبد الغني الراوي
- وزير الصناعة: عبد الحسن زلزلة، بدلا من عبد الكريم كنونة
- وزير الإصلاح الزراعي: عبد الصاحب العلوان
- وزير النفط: عبد العزيز الوتاري
- وزير التربية والتعليم: عبد المجيد سعيد العاني، بدلا من محمد ناصر العثمان
- وزير المالية: محمد جواد العبوسي
- وزير والأشغال والإسكان: عبد الفتاح الآلوسي
- وزير الاقتصاد: عبد العزيز الحافظ
- وزير العمل والشؤون الاجتماعية: عبد الكريم هاني
- وزير التخطيط: محمد جواد العبوسي إضافة لكونه وزير المالية
- وزير الدولة لشؤون الوحدة: عبد الرزاق محيي الدين
- وزير الأوقاف: مصلح النقشبندي
- وزير الدولة: مسعود محمد

قدم طاهر يحيى استقالته في 10 تشرين الثاني 1964.